# Luzinópolis
Luzinópolis is een gemeente in de Braziliaanse deelstaat Tocantins. De gemeente telt 2.959 inwoners (schatting 2009).